# Plim Plim
El pallasso Plim Plim, un heroi del cor és una animació argentina creada per Smilehood, emesa per Disney Júnior per a tot Llatinoamèrica. La preestrena va tenir lloc el 21 de setembre de 2011 i l'estrena, l'1 d'octubre del mateix any. La sèrie animada presenta capítols de 7 minuts de durada i promou valors humans com a solidaritat, honestedat, responsabilitat, primers hàbits i respecte pel medi ambient.
Els capítols narren les aventures de Plim Plim, un xiquet amb característiques de pallasso, heroi i mag, que acompanya els seus amics i ensenya, a partir de l'exemple, valors positiva i atenció del nostre planeta. El pallasso Plim Plim, un heroi del cor, es fixa en l'essència particular de cada un dels valors, analitza els matisos que els diferencien i en potencia les particularitats per aconseguir una ensenyança simple, directa i efectiva, mantenint un dinàmic equilibri entre l'aprenentatge i l'entreteniment.
Plim Plim ajuda els amics cada vegada que enfronten situacions que no poden resoldre en l'àmbit escolar i els porta a un món màgic on es divertixen i aprenen. Plim Plim és un xiquet generós, valent, entusiasta. Les seues històries estan comptades en forma de faula i inclouen senyals visuals i musicals, que generen un contingut multi-target que també s'adreça pares i docents.
Per a esta sèrie es va crear un estil musical cridat FunKids, que fusiona diferents ritmes i estils com a funk, música circense i dels Balcans.

## Personatges de la sèrie
Personatges màgics
- Plim Plim: És un xiquet de 5 anys, pallasso, heroi i mag, l'únic humà del relat que apareix de manera màgica provinent d'un màgic espaitemps. És generós, valent, entusiasta i benintencionat. La seua frase característica és Clar que sí!
- Wichi Wichiwichi Wi: És un pardalet, acompanyant i missatger de Plim Plim. El seu idioma és com el seu nom, però xiulat. Ell porta missatges de Plim Plim i pertany al seu mateix món màgic. Ningú sap com apareix o com se'n va. És el nexe entre Plim Plim i els xiquets, i interacciona amb ells. En algunes ocasions és un poc maldestre.
- Tuni: És el transport màgic. El seu combustible és l'alegria. És un automòbil que es transforma amb avió, helicòpter, llanxa, submarí i màquina d'aventures, d'acord amb les necessitats del desafiament.

Altres personatges
- Nesho: És un elefant de 4 anys. El seu nom és d'origen oriental. És intel·lectual, lent, deductiu i intel·ligent, estructurat, ordenat i memoriós. El seu instrument favorit és la tuba. La seua frase és Que curiós!

- Bam: És un os de 4 anys, llépol, tendre, divertit i sensorial. El seu nom és d'origen llatí. Els seus instrument favorit és el tambor. La seua frase és Deliciós!

- Acuarella: És una xicoteta conilla de 4 anys a què li agraden les arts plàstiques, és alegre, imaginativa, somiadora, enamoradissa, encara que també és despistada, oblidadissa i sol perdre la concentració fàcilment. El seu instrument favorit és el xil·lòfon. La seua frase és Amo!

- Mei-Li: És una gata de 4 anys coqueta, dinàmica, atlètica, vigorosa encara que també ansiosa. Tot ho fa amb molta velocitat. El seu nom és d'origen xinès i significa 'bonica'. El seu instrument favorit és el keytar. La seua frase és Síiii!!! Yaahh! Yaahh! Yaahh!

- Hoggie: És un porquet, de 4 anys, a qui li agrada portar la contra. Es caracteritza per ser malhumorat, grunyidor i egoista. El seu nom és d'origen anglosaxó i significa 'porquet' en català. És esportista i bon músic. El seu instrument favorit és el saxofon. La seua frase és Jo tampoc.

- Arafa: És una girafa de 25 anys. Una mestra tendra, dolç, comprensiva i maternal. És l'única adulta en les històries. El seu nom significa 'girafa' en suahili (ètnia africana). Posa la quota de sensatesa i atenció maternal. La seua frase és Bona sort!

- Sol: Observa tot i acompanya les accions dels personatges amb els seus gestos.

## Els creadors
Guillermo Pino i Claudio Pousada són els creadors de la sèrie. Ambdós amb una vasta trajectòria en la producció televisiva, la creativitat i el disseny, van fundar Smilehood amb l'objectiu de promoure valors humans i missatges positius a través dels seus productes.

## Fans de Plim Plim
Plim Plim compta amb una Fan Page en la xarxa social Facebook: més de 260.000 seguidors –xifra que continua en augment– amb una mitjana de 260 nous fans per dia. Des d'allí es brinden continguts de qualitat per a xiquets i pares, com a activitats, jocs, enquestes, targetes de salutacions i postals. El material és compartit per usuaris que majoritàriament provenen de l'Argentina, Mèxic, Colòmbia i Xile.

## Doblatge
| Personatge              | Actrius de doblatge en                                 |
| ----------------------- | ------------------------------------------------------ |
| Plim Plim               | Natalia Rosminati                                      |
| Nesho                   | Natalia Rosminati                                      |
| Bam                     | Natalia Pupato                                         |
| Acuarella               | Natalia Pupato                                         |
| Mei Li                  | Judith Cabral                                          |
| Hoggie                  | Valeria Gómez                                          |
| Arafa                   | Lucila Gómez                                           |
| Direcció                | Claudio Pousada, Emilio A. Villarino i Mauricio Zubiri |
| Assistència de Direcció | Tian Brass                                             |
| Producció               | Emilio A. Villarino                                    |

Cançons en castellà
| Funció                  | Nom i Cognom        |
| ----------------------- | ------------------- |
| Cantant                 | Juan Manuel Pousada |
| Cantant                 | Fermín Pousada      |
| Cantant                 | Pedro Pousada       |
| Cantant                 | Marie Claire Lima   |
| Cantant                 | Lucía Bugallo       |
| Cantant                 | María Emilia Ferri  |
| Cantant                 | Irene Guiser        |
| Direcció                | Claudio Pousada     |
| Direcció                | Hugo Figueras       |
| Assistència de Direcció | Irene Guiser        |
| Assistència de Direcció | Inés O’Reilly       |